# ゆうきりり
ゆうき りり（1982年11月23日 - ）は、日本の元AV女優。
血液型：O型。身長：165cm、スリーサイズ：B88(F)・W56・H89。

## 略歴
東京都出身。2003年に『Eden』でAVデビュー。2021年現在引退している。

## 出演作品

### アダルトビデオ
2003年
- Eden（8月29日、マックス・エー）
- VELVET LADY（9月26日、マックス・エー）
- 美麗秘書（10月24日、マックス・エー）

2004年
- DEBUT BEFORE（4月1日、スタイルアート（MOODYZ））
- バーチャル◆ソープ（4月9日、笠倉出版社）
- 麗しのフェロモン爆乳奴隷中出し奉仕りり（4月15日、隼エージェンシー）
- 巨乳猥褻（4月16日、スタイルアート）
- EROTIC 2（4月23日、アロマ企画）
- Wild Thing!（4月23日、桃太郎映像出版）
- 素敵なオナペット 中出しアクトレス（5月14日、隼エージェンシー）
- 新入社員 中出し20連発（6月4日、アイエナジー）
- 非日常的悶絶遊戯 レンタル衣装屋の店員、りりの場合（6月10日、AVS）
- Professional Girl（6月11日、笠倉出版社）
- 舐めまくり痴女Double（6月15日、MOODYZ）
- フェティッシュでナイスバディな撮影現場（7月10日、AVS）
- 調教（7月15日、スタイルアート）
- オナニー4時間 痴女優コレクション（7月23日、笠倉出版社）
- おっぱいマニア 3（8月10日、AVS）
- cosple more 002#（9月1日、スタイルアート）
- 悪女破壊（9月24日、シネマジック）
- リタ・ファルトヤーノ & ゆうきりり（10月1日、桃太郎映像出版）
- 痴女伝説 3（10月7日、SODクリエイト）
- クイコミ ゆうきりり（10月15日、ジャネス）
- leg [レッグ] 1（10月15日、未来・フューチャー）
- cos-les *コスレズ*（10月15日、スタイルアート）
- フェライド おしゃぶりスペシャル（10月29日、笠倉出版社）
- 近親相姦 究極の欲望・禁じられた関係（11月1日、スタイルアート）
- love bites×レズビアン（11月15日、スタイルアート）
- 淫術 くノ一 忍法帖（11月19日、笠倉出版社）
- BODY☆LANGUAGE（11月20日、ゴリラプロジェクト）
- ゆうきりりの素（12月3日、グローリークエスト）
- 生撮りまる秘映像 7（12月3日、ジャネス）
- 爆乳Fカップ中出し全裸勤務（12月4日、アイエナジー）
- 超股間主義（12月15日、スタイルアート）
- 淫乱 ゆうきりり（12月17日、ジャネス）
- 秘湯ドキュメントレズ（12月24日、笠倉出版社）

2005年
- BODY CON PANST ONANIE（ボディコンパンストオナニー）3（1月14日、未来・フューチャー）
- private dance 2（1月15日、スタイルアート）
- LEG SEX II（1月14日、ジャネス）
- 拘束（2月11日、ジャネス）
- 伝説のボインライダー（3月20日、ネクスト）
- 誘惑ミセス 66（3月25日、U&K）
- キャバクラ嬢をこのようにしてアフターに誘いこみヤリまくったぜ最高（3月25日、ホットエンターテイメント）
- Premiere Leg’ vol.2（4月1日、U&K）
- ザ・ボイン（4月22日、ジャネス）
- 朗読の時間（4月20日、ホットエンターテイメント）
- やっぱ!中出しでしょ2 *10人の中出し姫*（5月18日、隼エージェンシー）
- 陵辱喪服未亡人 白肌のわななき（5月19日、ヒビノ）
- 拘束女王様チ●ポで嬲って!!（5月20日、ジャネス）
- Fetish Lesbian 【爆乳スーパーモデル ど淫ら濃蜜レズビアン】（5月25日、ドリームクリエイト）
- 超神旋風サスライジャー（6月4日、ヒビノ）
- 肉体労働の女 7（7月22日、VIP）
- 極上ボディ美天使降臨 超乳マゾ愛奴（8月29日、アヴァ）
- Boin Body!!3 〜ボインな貴女に癒されたい。〜（9月9日、デジタルバンク）
- 超・強制レイプマニアックス 3（9月23日、デジタルバンク）
- Ecsta Sex!! 女教師たちの淫らな愛液（9月23日、God）
- BOMBER FETISH（11月11日、ジャネス）
- 巨乳アイドル露出調教 極上美女マゾ（11月28日、アヴァ）

2006年
- 和風桃色コスプレ愛奴 極上マゾ（2月24日、アヴァ）

発売日不明
- 超乳マゾ愛奴

他

### テレビ番組
- Peach-Pit 桃のたね（MONDO TV）